# Hazaradżat
Hazaradżat – historyczny region w Azji, zamieszkiwany głównie przez Hazarów. Obecnie znajduje się on w środkowym Afganistanie. Obejmuje tam swym zasięgiem prowincje Bamian, Dajkondi i Ghor. W jego obrębie nie ma wielu miast – jest to m.in. Bamian. W regionie panuje zimny, górski klimat, ponieważ leży on w górach Hindukusz.